# Jornal Sete Minutos

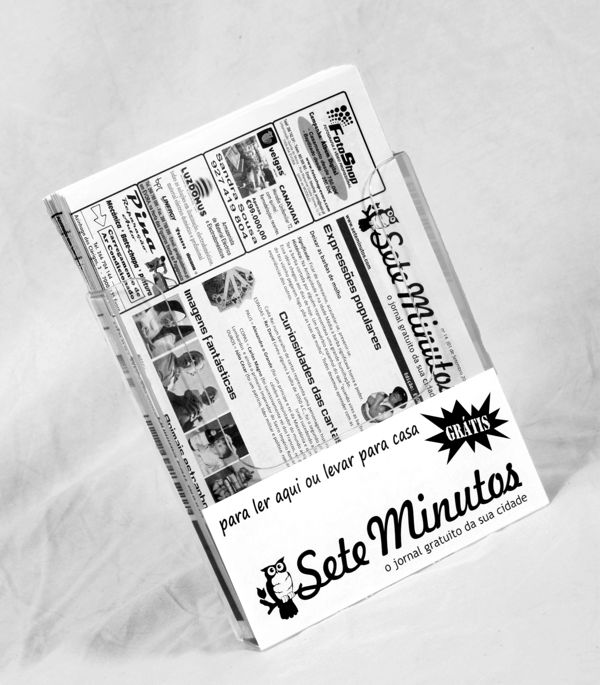
Expositor com a primeira edição regular (Foto: Jorge Gião)

O jornal Sete Minutos foi publicado pela primeira vez a 23 de Junho de 2010, em Évora, numa edição especial diária (12 dias) sobre a Feira de São João.
A partir de Setembro do mesmo ano iniciou a edições regulares (semanais).
O Sete Minutos pode ser considerado uma publicação de lazer, composto por uma folha de formato A3, impressa ao alto em ambas faces, sendo as suas margens preenchidas com espaços publicitários. O jornal é distribuído gratuitamente em cafetarias, clínicas e organismos públicos, ficando disponível em expositores de distribuição próprios.

## História
A marca Sete Minutos foi registada a 28 de Maio de 2010 no INPI - Instituto Nacional de Propriedade Industrial.
A 23 de junho de 2010 surgiu a primeira edição, que fez parte de uma coleção de 12 edições diárias dedicadas à Feira de São João[ligação inativa] desse ano, evento promovido pela Câmara Municipal de Évora, que terminou a 4 de julho.
Antes do início das edições regulares, foi publicada uma edição especial sobre as freguesias de Canaviais e Bacelo, com vista à promoção do projecto na cidade que serviria de piloto.
Em 1 de setembro de 2010 iniciou a edição regular, com periodicidade semanal, com distribuição gratuita na cidade de Évora. A 29 janeiro de 2013 saiu a última edição impressa do jornal, que se manteve activo apenas na versão electrónica até 19 de junho 2015 quando voltou a ser publicado na versão impressa, numa edição especial dedicada à Feira de São João em Évora. A partir de 17 de novembro de 2015 o jornal Sete Minutos voltou a ser publicado semanalmente em Évora, com saída às terças-feiras e distribuído gratuitamente em diferentes pontos da cidade.

Expositor com a edição 255 de 22/08/2017 (Foto: Luís Rosmaninho)

Em 23 de junho de 2017, dia em que comemorou sete anos de existência, também numa edição especial dedicada à Feira de São João em Évora, o Sete Minutos apareceu com um novo visual, alterando o seu logotipo e atribuindo uma identidade (e nomenclatura) própria para o seu mascote, um mocho (ou coruja), que antes apresentava umas linhas mais simples e sóbrias. O novo mascote, de nome "Zoiudo", de linhas curvas e aspeto mais moderno e jovial, passou também a interagir nos conteúdos do jornal, caracterizando-se de acordo com o assunto que é abordado.
Em 09 de fevereiro de 2019, integrado no plano de expansão e melhoramentos projetado para o Sete Minutos, foi alterado o dominio na internet para .pt buscando uma maior identificação nacional e projeção do jornal. A 01 de janeiro de 2019 foi também iniciada a publicação da versão eletrónica do jornal no portal Issuu.

## Logotipos
| Logotipo de 23/06/2010 a 22/06/2017 | Logotipo desde 23/06/2017 |
| ----------------------------------- | ------------------------- |

## Dados técnicos
Fundador e Diretor: Paulo Neves

Ano de Fundação: 2010

Registo INPI Nº: 467438

Formato: A3

Nº de páginas: 2

Periodicidade: Semanal